# Spiegeltent

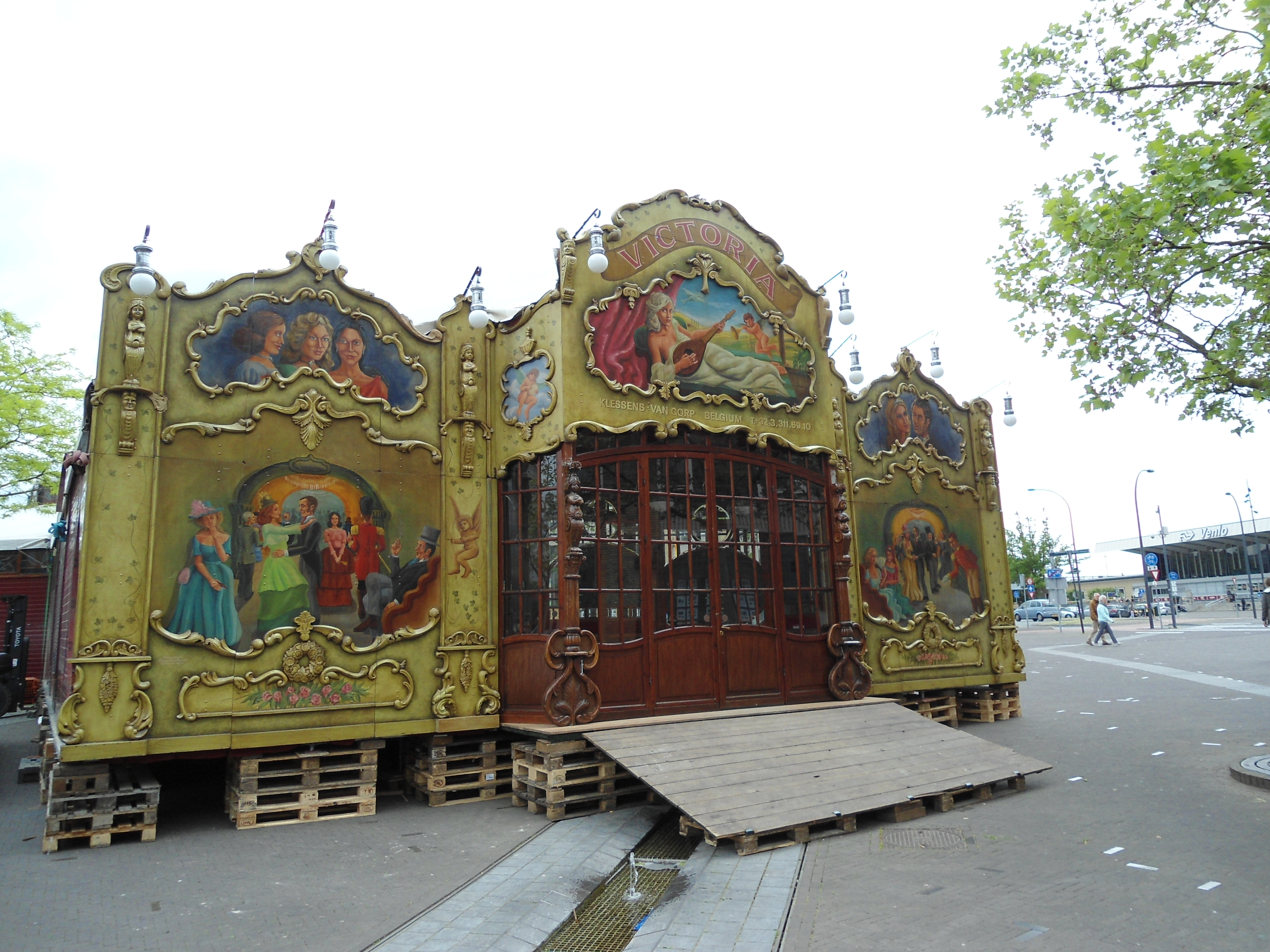
Belgische spiegeltent voor het Limburgs Museum te Venlo in mei 2016

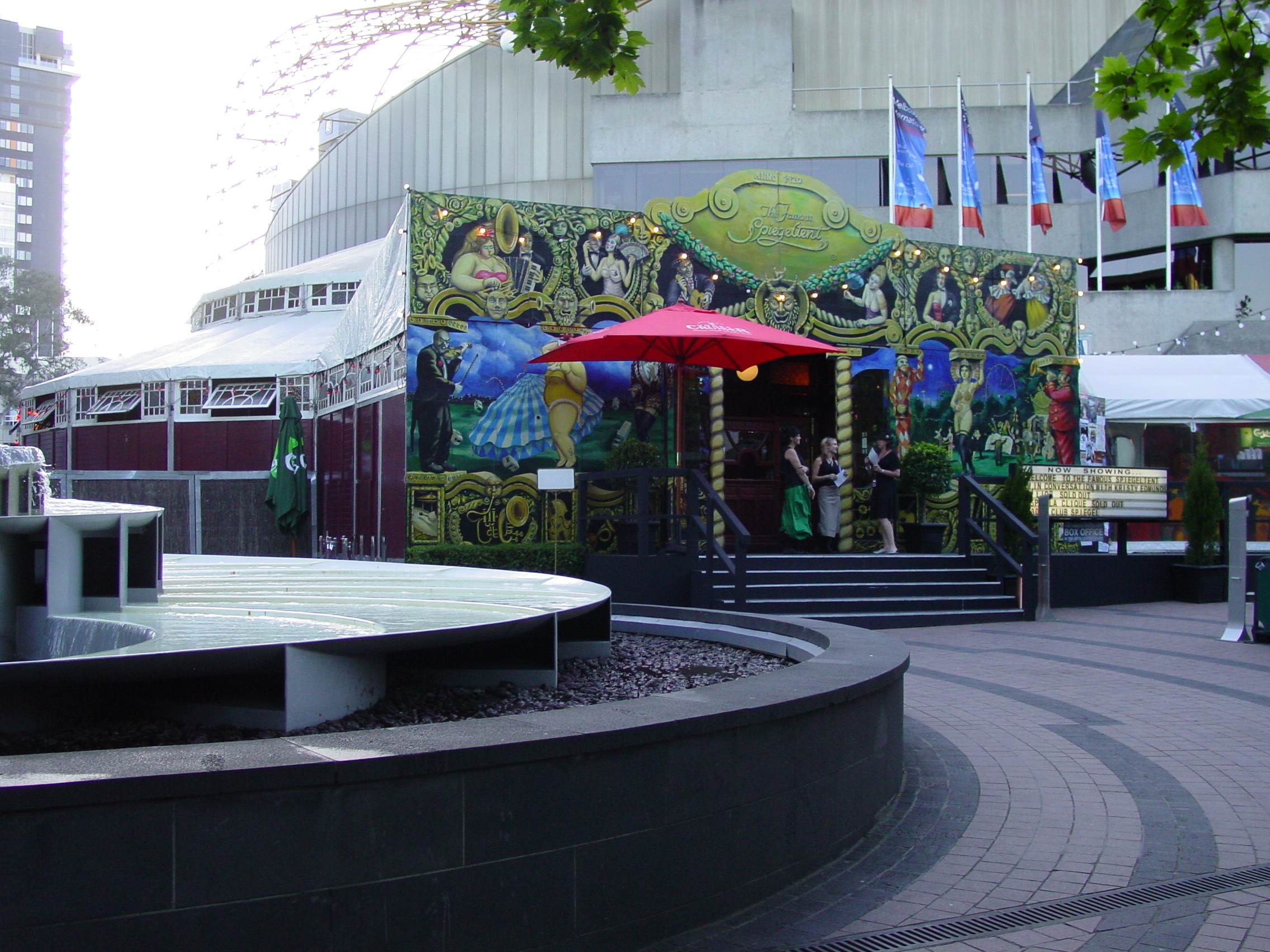
Spiegeltent in Melbourne, Australië

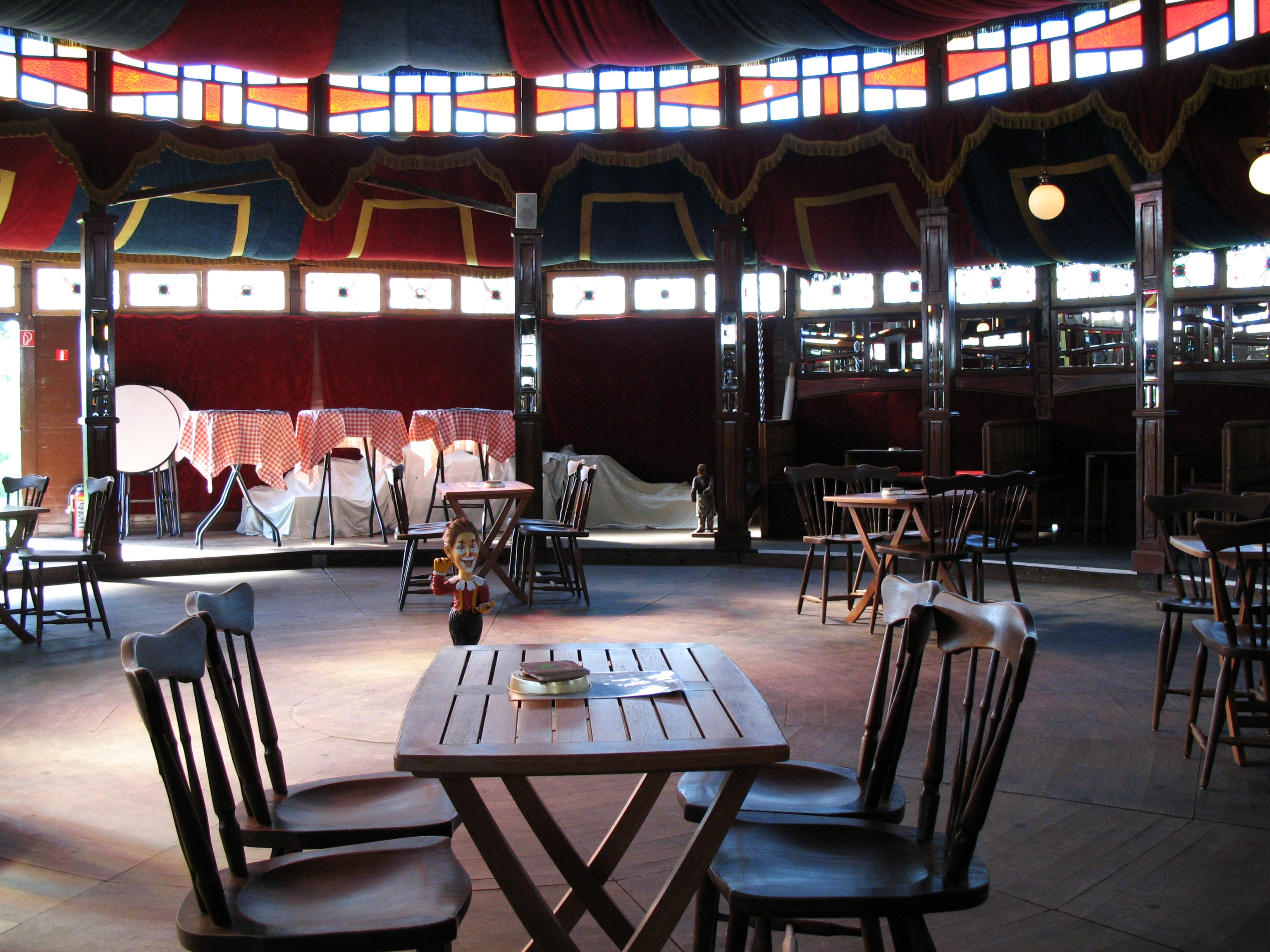
Spiegeltent van het Glimburgercafé bij de veerpont Meeswijk-Berg

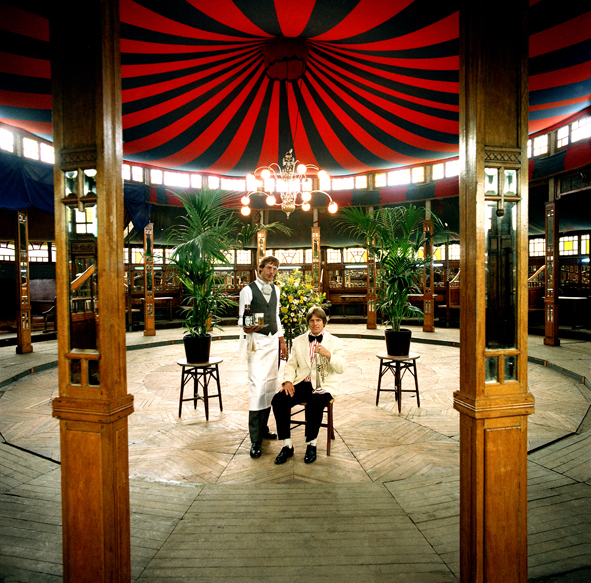
The Famous Spiegeltent, De Bilt

Een spiegeltent is een grote ronde kiosktent gemaakt van hout en canvas met daarin een danssalon omgeven door spiegels en panelen van geslepen glas. Van deze oorspronkelijk eind 19e begin 20e eeuw in België gebouwde constructies zijn nog slechts enkele in gebruik. Sommige reizen tegenwoordig de hele wereld af, vaak als attractie op internationale kunstmanifestaties.

## Geschiedenis van de spiegeltent
Tijdens de Eerste Wereldoorlog vluchtten veel Belgen van de Kempen naar Zuid-Nederland. Daar werd kennisgemaakt met prachtige spiegelzalen in grand cafés. Deze zalen waren in jugendstil gedecoreerd, met houten spiegelpilaren en houten spiegelwanden met geslepen spiegels, fraaie entrees in dezelfde stijl en gezellige nisjes om in te zitten.
Toen na de Eerste Wereldoorlog omstreeks 1920 het leven in de Kempen weer werd opgebouwd, werden er door kermisexploitanten tenten met orgels gebouwd om te concurreren met de dorpscafés. Er werd echter bepaald dat om drank te schenken er ramen en vaste deuren in de tenten gebouwd moeten zijn. 
De familie Meylemans speelde als eerste in op deze nieuwe eisen door een nieuw soort tent te ontwerpen: een ronde tent van 16 meter doorsnede met grote entree met kassa en opvallend beschilderde façade. Met het door Louis van Goor ontworpen interieur gebaseerd op de spiegelzalen in Zuid-Nederland werd de eerste rondreizende danssalon geboren: de 'Meylemans'.

## Verval en einde van een glorietijd
Tot 1925 zette de glorietijd van het Belgische kermisleven zich ook voor de danssalon-exploitanten voort, maar daarna trad met de crisisjaren een verval op dat tot na de Tweede Wereldoorlog zou voortduren.
In de jaren zestig kwam met popmuziek en de publieksvoorkeur voor disco's zelfs een definitief einde aan de belangstelling voor de authentieke danssalons en dansorgels. Alleen in enkele kleine provincieplaatsen, waar de ontwikkeling van show en geluidsversterking aan voorbij leek te zijn gegaan, kwam nog een tweetal kermisfamilies met verouderde wagens en materiaal met 'dancings' ofwel danssalons. Veel tenten gingen verloren of werden als interieur voor toonzalen gebruikt.

## Tweede leven
In 1979 kocht de Nederlander Jelle van der Zee uit een boedel een lang niet gebruikte, uit 1920 daterende, Belgische danssalon zonder Decap dansorgel en met een rondezaaldoorsnede van 19 meter, genaamd Ideal Palace, later Galerie Palace. De tent was te groot voor kermissen, maar met zijn vloeroppervlakte zeer geschikt voor muziek- en kleine theatervoorstellingen. Na een grondige restauratie werd de mobiele danssalon in 1980 gepresenteerd onder de naam 'De Spiegeltent' op het internationale Festival of Fools in Amsterdam. Duizenden festivalbezoekers uit heel Europa benutten de spiegeltent als een plek voor ontmoeting en cultuur. De Galerie Palace is nog steeds helemaal van hout, zijn andere Spiegeltent The Famous Spiegeltent (zie foto Spiegeltent in Melbourne), die later verkocht is aan Scottish & Newcastle, die er nu mee de wereld afreizen. Is voorzien van een stalen constructie, waardoor deze Spiegeltent beter geschikt is voor korte plaatsingen op diverse locaties.

## Heden
De belangstelling voor de nog bestaande danssalons groeit en de verhuur van spiegeltenten is een commercieel succes. De laatste Belgische en Nederlandse exploitanten hebben hun, voor lokaal gebruik bedoelde oude wagenpark vervangen, om in Nederland, Duitsland, Engeland, Frankrijk en zelfs buiten Europa hun danssalons voor cultuurfestivals en andere doeleinden op te bouwen. Zo reizen er nu weer een tiental, al of niet originele spiegeltenten rond.